# 联合国安全理事会决议 (1970年代)

## 1970年~1979年

### 1970年（276~291号决议）
- 联合国安理会276号决议 1月30日
- 联合国安理会277号决议 3月15日
- 联合国安理会278号决议 5月11日
- 联合国安理会279号决议 5月12日
- 联合国安理会280号决议 5月19日
- 联合国安理会281号决议 6月9日
- 联合国安理会282号决议 7月23日
- 联合国安理会283号决议 7月29日
- 联合国安理会284号决议 7月29日
- 联合国安理会285号决议 9月5日
- 联合国安理会286号决议 9月9日
- 联合国安理会287号决议 10月10日
- 联合国安理会288号决议 11月17日
- 联合国安理会289号决议 11月23日
- 联合国安理会290号决议 12月8日
- 联合国安理会291号决议 12月10日

### 1971年（292~307号决议）
- 聯合國安全理事會第292號決議
- 聯合國安全理事會第293號決議
- 联合国安理会294号决议
- 联合国安理会295号决议
- 联合国安理会296号决议
- 联合国安理会297号决议
- 联合国安理会298号决议
- 联合国安理会299号决议
- 联合国安理会300号决议
- 联合国安理会301号决议
- 聯合國安全理事會第302號決議
- 联合国安理会303号决议
- 联合国安理会304号决议
- 联合国安理会305号决议
- 联合国安理会306号决议
- 联合国安理会307号决议

### 1972年（308~324号决议）
- 联合国安理会308号决议
- 联合国安理会309号决议
- 联合国安理会310号决议
- 联合国安理会311号决议
- 联合国安理会312号决议
- 联合国安理会313号决议
- 联合国安理会314号决议
- 联合国安理会315号决议
- 联合国安理会316号决议
- 联合国安理会317号决议
- 联合国安理会318号决议
- 联合国安理会319号决议
- 联合国安理会320号决议
- 联合国安理会321号决议
- 联合国安理会322号决议
- 联合国安理会323号决议
- 联合国安理会324号决议 决议文本（英文版）

### 1973年（325~344号决议）
- 联合国安理会325号决议 决议文本（英文版）
- 联合国安理会326号决议
- 联合国安理会327号决议
- 联合国安理会328号决议
- 联合国安理会329号决议
- 联合国安理会330号决议
- 联合国安理会331号决议
- 联合国安理会332号决议
- 联合国安理会333号决议
- 联合国安理会334号决议
- 联合国安理会335号决议
- 联合国安理会336号决议
- 联合国安理会337号决议
- 联合国安理会338号决议 决议文本（英文版）
- 联合国安理会339号决议 决议文本（英文版）
- 联合国安理会340号决议
- 联合国安理会341号决议
- 联合国安理会342号决议
- 联合国安理会343号决议
- 联合国安理会344号决议

### 1974年（345~366号决议）
- 联合国安理会345号决议
- 联合国安理会346号决议
- 联合国安理会347号决议
- 联合国安理会348号决议
- 联合国安理会349号决议
- 联合国安理会350号决议
- 联合国安理会351号决议
- 联合国安理会352号决议
- 联合国安理会353号决议
- 联合国安理会354号决议
- 联合国安理会355号决议
- 联合国安理会356号决议
- 联合国安理会357号决议
- 联合国安理会358号决议
- 联合国安理会359号决议
- 联合国安理会360号决议
- 联合国安理会361号决议
- 联合国安理会362号决议
- 联合国安理会363号决议
- 联合国安理会364号决议
- 联合国安理会365号决议
- 联合国安理会366号决议

### 1975年（367~384号决议）
- 联合国安理会367号决议
- 联合国安理会368号决议
- 联合国安理会369号决议
- 联合国安理会370号决议
- 联合国安理会371号决议
- 联合国安理会372号决议
- 联合国安理会373号决议
- 联合国安理会374号决议
- 联合国安理会375号决议
- 联合国安理会376号决议
- 联合国安理会377号决议
- 联合国安理会378号决议
- 联合国安理会379号决议
- 联合国安理会380号决议
- 联合国安理会381号决议
- 联合国安理会382号决议
- 联合国安理会383号决议
- 聯合國安全理事會第384號決議

### 1976年（385~402号决议）
- 联合国安理会385号决议
- 联合国安理会386号决议
- 联合国安理会387号决议
- 联合国安理会388号决议
- 联合国安理会389号决议
- 联合国安理会390号决议
- 联合国安理会391号决议
- 联合国安理会392号决议
- 联合国安理会393号决议
- 联合国安理会394号决议
- 联合国安理会395号决议
- 联合国安理会396号决议
- 联合国安理会397号决议
- 联合国安理会398号决议
- 联合国安理会399号决议
- 联合国安理会400号决议
- 联合国安理会401号决议
- 联合国安理会402号决议

### 1977年（403~422号决议）
- 联合国安理会403号决议
- 联合国安理会404号决议
- 联合国安理会405号决议
- 联合国安理会406号决议
- 联合国安理会407号决议
- 联合国安理会408号决议
- 联合国安理会409号决议
- 联合国安理会410号决议
- 联合国安理会411号决议
- 联合国安理会412号决议
- 联合国安理会413号决议
- 联合国安理会414号决议
- 联合国安理会415号决议
- 联合国安理会416号决议
- 联合国安理会417号决议
- 联合国安理会418号决议
- 联合国安理会419号决议
- 联合国安理会420号决议
- 联合国安理会421号决议
- 联合国安理会422号决议

### 1978年（423~443号决议）
- 联合国安理会423号决议 决议文本（英文版）
- 联合国安理会424号决议
- 联合国安理会425号决议 决议文本（英文版）
- 联合国安理会426号决议 决议文本（英文版）
- 联合国安理会427号决议
- 联合国安理会428号决议
- 联合国安理会429号决议 决议文本（英文版）
- 联合国安理会430号决议
- 联合国安理会431号决议
- 联合国安理会432号决议
- 联合国安理会433号决议 决议文本（英文版）
- 联合国安理会434号决议
- 联合国安理会435号决议
- 联合国安理会436号决议
- 联合国安理会437号决议
- 联合国安理会438号决议
- 联合国安理会439号决议
- 联合国安理会440号决议
- 联合国安理会441号决议 决议文本（英文版）
- 联合国安理会442号决议 决议文本（英文版）
- 联合国安理会443号决议 决议文本（英文版）

### 1979年（444~461号决议）
- 联合国安理会444号决议 决议文本（英文版）
- 联合国安理会445号决议 决议文本（英文版）
- 联合国安理会446号决议 决议文本（英文版）
- 联合国安理会447号决议 决议文本（英文版）
- 联合国安理会448号决议 决议文本（英文版）
- 联合国安理会449号决议 决议文本（英文版）
- 联合国安理会450号决议 决议文本（英文版）
- 联合国安理会451号决议 决议文本（英文版）
- 联合国安理会452号决议 决议文本（英文版）
- 联合国安理会453号决议 决议文本（英文版）
- 联合国安理会454号决议 决议文本（英文版）
- 联合国安理会455号决议 决议文本（英文版）
- 联合国安理会456号决议 决议文本（英文版）
- 联合国安理会457号决议 决议文本（英文版）
- 联合国安理会458号决议 决议文本（英文版）
- 联合国安理会459号决议 决议文本（英文版）
- 联合国安理会460号决议 决议文本（英文版）
- 联合国安理会461号决议 决议文本（英文版）